# Dragon Ball: Sparking! Zero
Dragon Ball: Sparking! Zero (ドラゴンボール Sparking! ZERO, Doragon bōru: Supākingu! Zero), é o quarto jogo da série Budokai Tenkaichi. O jogo está disponível no PlayStation 5, Xbox Series X/S, Microsoft Windows (via Steam). O jogo foi lançado no Japão em 10 de outubro e mundialmente em 11 de outubro de 2024, que foi anunciado no Summer Games Festival 2024. Foi anunciado através de um teaser trailer no Dragon Ball Games Battle Hour 2023. No momento do anúncio, o título do jogo não havia sido divulgado; a revelação do nome ocorreria durante um trailer exibido no The Game Awards 2023. Notavelmente, o lançamento deste jogo marcará a primeira vez na história do Budokai Tenkaichi onde o nome japonês da série, Sparking!, é usado internacionalmente. O jogo tem  personagens, formas e fases jogáveis novas e antigas, com as fases contendo elementos destrutíveis. O novo título contém personagens obscuros de toda a franquia, assim como as entradas anteriores de Budokai Tenkaichi.

## Avaliação
O jogo tinha tudo que seus fãs queriam, com isso teve ótimas avaliações tendo 91% das analises sendo positivas na Steam . Por outro lado na website Metacritic, também teve uma boa nota tendo uma média nas avaliações de 81.

## Conteúdo adicional
Em 23 de janeiro de 2025 foi lançado o DLC Hero of Justice, trazendo consigo 11 novos personagens jogáveis e uma quantidade significativa de conteúdo inédito que expande a experiência do jogo, como novas batalhas personalizadas, trajes e modos de jogo.